# NGC 5714
NGC 5714 је спирална галаксија у сазвежђу Волар која се налази на NGC листи објеката дубоког неба.
Деклинација објекта је + 46° 38' 17" а ректасцензија 14h 38m 12,1s. Привидна величина (магнитуда) објекта NGC 5714 износи 13,4 а фотографска магнитуда 14,1. Налази се на удаљености од 36,1000 милиона парсека од Сунца. NGC 5714 је још познат и под ознакама UGC 9431, MCG 8-27-11, CGCG 248-14, FGC 1785, IRAS 14363+4651, PGC 52307.